# Grammaria abietina
Grammaria abietina är en nässeldjursart som först beskrevs av Sars 1851.  Grammaria abietina ingår i släktet Grammaria och familjen Lafoeidae. Arten är reproducerande i Sverige. Inga underarter finns listade i Catalogue of Life.